# تيفاني ألفورد
تيفاني لين ألفورد (بالإنجليزية: Tiffany Lynn Alvord) وهي مغنية أمريكية ولدت في يوم 11 ديسمبر 1992 في كاليفورنيا في الولايات المتحدة، احتلت أغانيها في اليوتيوب نسب مشاهدة عالية حيث وصلت إلى 380 مليون مشاهدة كما وصلت عدد معجبيها في فيس بوك إلى 2,2 مليون متابع و 300 ألف متابع في تويتر وفي 2012 غنت مع مغنيين وفرق كبار مثل كارلي راي جيبسن وتراين وساي في حفل رأس السنة في نيويورك في الولايات المتحدة.

## روابط خارجية
- تيفاني ألفورد على موقع IMDb (الإنجليزية)
- تيفاني ألفورد على موقع ميوزك برينز (الإنجليزية)
- تيفاني ألفورد على موقع ديسكوغز (الإنجليزية)